# پایه کاتالیست
پایه کاتالیست یکی از اجزای اصلی در فرایند کاتالیست مواد می‌باشند. پایه کاتالیست‌ها به منظور کاهش هزینه در واحد حجم و توزیع مناسب و نیز افزایش سطح تماس آن‌ها به‌طور گسترده‌ای مورد استفاده قرار می‌گیرد.
کاتالیست ماده ای است که سرعت رسیدن یک واکنش شیمیایی به تعادل را افزایش می‌دهد بدون آن که خودش به صورت دائم در واکنش درگیر شود. البته به‌طور ایده‌آل کاتالیست براثر واکنش بدون تغییر باقی می‌ماند اما در عمل این درست نیست زیرا کاتالیست خود یک ماده واکنش دهنده است و دستخوش تغییرات شیمیایی و فیزیکی برگشت‌ناپذیری می‌شود که توانایی عمکلرد آن را کاهش می‌دهند. درگستره کوتاه زمانی مولکول‌های واکنش دهنده این تغییرات کم هستند ولی با ادامهٔ زمان فرایند و اینکه کاتالیست چندین بیلیون از این وقایع را تجربه می‌کند، پدیده غیرفعال شدن مهم می‌شود. برای یک واکنش واکنش کاتالیستی باید سه ویژگی فعالیت، گزینش پذیری و پدیده غیرفعال شدن را در نظر گرفت. کاتالیست فقط واکنش‌هایی را تغییر می‌دهد که انرژی آزاد گیبس آن‌ها گمتر از صفر باشد.

## ویژگی‌ها و عملکرد
اگرچه برخی از مواد کاتالیستی از یک جزء منفرد تشکیل شده‌اند اما در بیشتر کاتالیست‌ها سه جز به آسانی قابل تشخیص هستند ۱)اجزای فعال ۲)پایه کاتالیست یا حامل ۳)ارتقادهنده ها
پایه یا حامل به عنوان سطوح پایداری عمل می‌کنند که جز فعال روی آن‌ها به گونه ای پراکنده می‌شود که پدیده کلوخه شدن کاهش یابد. یکی دیگر از وظایف مهم پایه حفظ مساحت سطح بالا برای جز فعال است و برای پخش مواد در مساحت وسیعی استفاده می‌شوند، بوهميت کلسينه شده که منجر به آلومینیوم دی‌اکسید مي شود، تیتانیوم دی‌اکسید، زئولیت و … از جمله مواد پرکاربرد در این بخش می‌باشد. این مواد برای تشکیل یک سطح ناهموار و نامنظم به عنوان پایه کاتالیست انتخاب می شوندکه مساحت سطح را در مقایسه با سطح صاف تا حدودی افزایش می‌دهد که منجر به افزایش سطح فعال کاتالیزوری می‌گردد.
پایه نه تنها مساحت سطح بزرگی را فراهم می‌کند بلکه بر فعالیت و گزینش پذیری اجزا فعال کاتالیست تأثیر می‌گذارد و حتی ممکن است خود موجب کاتالیست کردن واکنش شود. پایه یا حامل باید مساحت سطح خود را حفظ کند و از تف جوشی و کلوخه شدن ذرات حتی در دماهای بالا جلوگیری کند. پایه باید از رشد گرمایی در امان باشد که به معنی نقطه ذوب بالا (دست کم بالاتر از یکی از اجزای فعال).

## تهیه پایه کاتالیست

### پایه تک اکسیدی
معمولاً برای تهیه پایه‌های تک اکسیدی از همان مراحلی استفاده می‌شود که در تهیه اکسیدهای آبدار و کلوییدی استفاده می‌گردد که عبارتند
- تهیه محلول نمک: به عنوان منبع اولیه تأمین کننده ماده موردنیاز ما برای تهیه پایه کاتالیست می‌باشد؛ که تهیه یک محلول از از یک نمک فلزی برای تبدیل به اکسید فلزی
–رسوب‌گیری کنترل شده: هدف از این مرحله رسوب دادن ذرات کلوییدی می‌باشد و با توجه به ابنگه ذرات کلوییدی سل به سختی ته‌نشین می‌شوند که آغاز فرایندی است که منجر تشکیل به ساختار متخلخل در کاتالیست می‌گردد. با تغییرات دما و تغییرات pH می‌توان موجبات رسوب را فراهم کرد.
- ژلاسیون:سل‌ها انرژی‌های سطحی بالایی دارند و سیستم از راه رشد ذره یا لخته شد (ژلاسیون) تلاش می‌کند آن‌ها را کمینه نماید. سه نوع ژلاسیون وجود دارد که عبارتند از هیدروژل‌ها، گوی‌های کرکی و رسوب‌های های حجیم که هیدروژل‌ها در کاتالیزگری بیشترین اهمیت را دارند. از دید عملی باید بین مساحت‌های سطح بالا و زمان‌های ژل سازی رابطه مناسبی برقرار کرد
-شستشو و صاف کردن:مراحل شستشو و صاف کردن گاهی جابه‌جا می‌شوند، اگر صاف کردن اول انجام شود، ماده صاف شده پی در پی با آب شسته می‌شود تا سطح قابل قبولی از ناخالصی‌ها در آب شستشو یافت شود
-خشک کردن:برای حذف آب اضافی موجود در هیدروژل لازم است
-کلسیناسیون: در این مرحله شاهد از دست رفتن آب یا co2داری پیوند شیمیایی، تغییر توزیع اندازه حفره‌ها، ایجاد فاز فعال، حالت دادن به سطح و پایداری خواص مکانیکی.

### اکسیدهای دوگانه
ترکیب‌هایی نزدیک از دو اکسید هستند که به خواص کاتالیستی هم افزایی منجر می‌شوند. برای توزیع و برهم کنش زیاد، بهترین نتایج از راه هم رسوبی و به دنبال آن عملیات روی دوژل حاصل می‌شود. اکسیدهای دوگانه ترکیب‌های جداگانه ای نیستند زیرا در گستره وسیعی از ترکیب درصدها وجود دارند و بیشتر به ویژه برای دماهای تکلیس پایین شبیه محلول‌های جامد هستند. با عملیات حرارتی شدید، واکنش‌های حالت جامد رخ می‌دهند و ترکیب‌های قابل شناسایی رسوب می‌کنند. مثال‌های معمول SiO2-Al2O3،NiO و زئولیت‌ها هستند.

## کاربردهای صنعتی پایه کاتالیست

### صنایع نفت و گاز
به‌طور معمول در هر پالایشگاهی فرایندهای متعددی جهت تبدیل نفت خام به فراورده‌های مختلف از جمله بنزین، نفت گاز و نفت سفید (سوخت جت) وجود دارد. یکی از مهمترین واحدهای پالایشگاهی، فرایند تبدیل کاتالیستی (Naphtha Reforming) می‌باشد. این واحد در پایین دست واحدهای تصفیهٔ هیدروژنی نفتا (NHT) قرار دارد و نفتای عاری از گوگرد به منظور ارتقای عدد اکتان وارد این فرایند می‌شود. امروزه هیدروژن خالص به عنوان یک منبع انرژی پاک مورد استفاده قرار گرفته‌است. از جمله مهمترین روش‌های تولید هیدروژن می‌توان به تبدیل هیدروکربن‌ها به هیدروژن از طریق ریفورمینگ با بخار اشاره نمود. در این روش متان گرم می‌شود و سپس با بخار آب فراسیرشده به راکتور راه می‌یابد، سپس واکنش‌ها در حضور کاتالیزگر انجام می‌گیرد. ریفورمینگ متان با بخارآب روی کاتالیست نیکل بر پایه آلومینا یکی ازمتعارف‌ترین فرایندهای تولید هیدروژن می‌باشد. در کاربردهای صنعتی ریفورمینگ بخار گاز طبیعی در دماهای۵۰۰الی۹۰۰درجه سانتی گراد و فشار بالای ۲۰ اتمسفردرحضور کاتالیست انجام می‌شود. کاتالیست‌ها در فرایند ریفورمینگ به علت کک گرفتگی، کلوخه شدن و اکسید شدن جزفلزی غیرفعال می‌شوند. پایه‌ها و ارتقا دهنده‌ها نقش مهمی در در جلوگیری از تشکیل کک ایفا می‌کنند. پایه کاتالیست علاوه بر ایجاد سطح پایدار می‌تواند بر روی فعالیت کاتالیست مؤثر باشد.

### صنایع خودرو
در خودرو مبدل کاتالیستی برای تبدیل گازهای سمی و مضر به گازهای بی اثر مورد استفاده قرار می‌گیرد.